# Carlos Frenk
Carlos Silvestre Frenk (ur. 27 października 1951) – meksykańsko-brytyjski kosmolog i profesor fizyki na Uniwersytecie w Durham. Do jego głównych zainteresowań należą: astronomia pozagalaktyczna, symulacje superkomputerowe, modelowanie matematyczne oraz dynamika płynów.

## Życiorys
Carlos Frenk urodził się w Meksyku jako syn niemieckiego imigranta o korzeniach żydowskich oraz Meksykanki pochodzenia hiszpańskiego. Po ukończeniu studiów na Uniwersytecie w Meksyku, w połowie lat 70. XX wieku rozpoczął studia doktoranckie w dziedzinie astronomii na Uniwersytecie w Cambridge. Następnie pracował i wykładał na kalifornijskich uniwersytetach Berkeley (1981–83) i Santa Barbara (1983–85), Uniwersytecie Sussex (1983–85), zaś od 1985 do chwili obecnej (2021) jest wykładowcą, a od 1993 profesorem fizyki na Uniwersytecie w Durham. Na mocy grantu przyznanego uczelni w 2001 roku przez Petera Ogdena, ustanowiony został tytuł Ogden Professor of Fundamental Physics, zaś Frenk został jego pierwszym posiadaczem. W latach 2001–2020 był dyrektorem Instytutu Kosmologii Obliczeniowej (Institute for Computational Cosmology) Uniwersytetu w Durham. Ponadto, jest również współprzewodniczącym Konsorcjum Virgo (Virgo Consortium). 

## Osiągnięcia naukowe
W 2004 został wybrany członkiem Towarzystwa Królewskiego, w 2014 został uhonorowany Złotym Medalem Królewskiego Towarzystwa Astronomicznego, a w 2021 przyznano mu Medal Rumforda. Opublikował przeszło 500 prac w recenzowanych czasopismach naukowych, z których cztery znalazły się w pierwszej setce najczęściej cytowanych prac w historii astronomii i nauce o wszechświecie (2020). Wśród otrzymanych przez niego nagród znalazły się: 
- 2021: Medal Rumforda
- 2020: Nagroda i Medal Diraca, IOP
- 2017: Nagroda im. Maxa Borna
- 2014: Złoty Medal Królewskiego Towarzystwa Astronomicznego
- 2011: Nagroda Grubera w dziedzinie kosmologii
- 2010: Nagroda i Medal im. Freda Hoyle’a
- 2006: Royal Society Wolfson Research Merit Award

Ponadto, w 2017 został Kawalerem Orderu Imperium Brytyjskiego za zasługi na polu kosmologii i popularyzacji nauk.